# Pseudonoorda lampra
Pseudonoorda lampra là một loài bướm đêm trong họ Crambidae.